# Aerospace Logistics Technology Engineering Company
Aerospace Logistics Technology Engineering Company (ALTEC) è un centro per la fornitura di servizi di ingegneria e logistica a supporto delle operazioni e dell’utilizzo della Stazione spaziale internazionale e dello sviluppo e realizzazione di missioni di esplorazione planetaria.
La sede centrale di ALTEC è a Torino, in Italia. Nel 2020 ALTEC ha aperto una filiale a Colonia, in Germania. Il centro ha inoltre uffici di collegamento presso la NASA.